# Jean Triau
Jean François Triau (Leuven, 19 januari 1858 - 20 oktober 1945) was een Belgisch volksvertegenwoordiger.

## Levensloop
Triau was schoenfabrikant in een coöperatieve schoenfabriek die tot de socialistische zuil behoorde.
Hij was aangesloten bij de Belgische Werkliedenpartij en werd verkozen tot gemeenteraadslid van Leuven (1902-1918).
In 1912 werd hij volksvertegenwoordiger voor het arrondissement Leuven, in opvolging van de verkozen maar onmiddellijk ontslagnemende onderwijzer Jean Van Langendonck. Hij vervulde het mandaat tot in 1919.